# محمدو ولد صلاحی
محمدو ولد صلاحی (عربی: محمدو ولد الصلاحی) (متولد ۲۱ دسامبر ۱۹۷۰) مردی اهل موریتانی است که از سال ۲۰۰۲ تا زمان آزادی در ۱۷ اکتبر ۲۰۱۶ در زندان بازداشتگاه گوانتانامو بدون اتهام دلیل بازداشت بود. در سال ۲۰۲۱ فیلمی با نام موریتانی در مورد زندگی او ساخته شد.
صلاحی در سال ۲۰۰۵ در حالی که زندانی بود خاطرات خود را نوشت، که دولت ایالات متحده در سال ۲۰۱۲ با اصلاحات زیادی آن را از طبقه‌بندی خارج کرد. این خاطرات به عنوان دفتر خاطرات گوانتانامو در ژانویه ۲۰۱۵ منتشر شد و به یک کتاب پرفروش بین‌المللی تبدیل شد. صلاحی اولین بازداشتی است که در دوران زندان خاطرات خود را منتشر کرد. وی از دریافت نسخه ای از کتاب منتشر شده خود در حالی که زندانی بود منع شد.
صلاحی در حالی که در بازداشت بود چهار کتاب دیگر نوشت، یکی از آنها را «در رابطه با یافتن شادی در مکانی پر از ناامیدی» توصیف کرد، اما از زمان انتقال از گوانتانامو اجازه دسترسی به این کتابها را نداشته‌است.
صلاحی «برای حمایت از مجاهدین» در دسامبر ۱۹۹۰ از خانه خود در آلمان به افغانستان سفر کرد. در آن زمان، مجاهدین در افغانستان تلاش می‌کردند تا دولت کمونیستی محمد نجیب الله را سرنگون کنند. ایالات متحده همچنین از مجاهدین علیه نجیب الله حمایت کرد. صلاحی در اردوگاه القاعده آموزش دید و در مارس ۱۹۹۱ با این سازمان بیعت کرد. او پس از مدت کوتاهی به آلمان بازگشت، اما در اوایل سال ۱۹۹۲ به مدت دو ماه به افغانستان سفر کرد. صلاحی گفت که پس از خروج از افغانستان برای بار دوم، «همه روابط خود را با … القاعده قطع کرد.» دولت آمریکا اظهار داشت که صلاحی از آن زمان «برای القاعده استخدام شد و از آن حمایت‌های دیگری نیز انجام داد».
صلاحی از نوامبر ۱۹۹۹ تا ژانویه ۲۰۰۰ در مونترال، کبک، کانادا زندگی می‌کرد و در این مدت نقشه‌های حمله هزاره خنثی شد. صلاحی مظنون به دست داشتن در تلاش برای بمب‌گذاری LAX بود و توسط سرویس اطلاعات امنیتی کانادا مورد بازجویی قرار گرفت. برای بررسی بیشتر صلاحی به زندگی خود در موریتانی بازگشت و در آنجا از او بازجویی شد و از مشارکت در رابطه با این حوادث تبرئه شد. پس از حملات ۱۱ سپتامبر، ایالات متحده دوباره به صلاحی علاقه‌مند شد. وی برای پرسش دربارهٔ توطئه هزاره در ۲۰ نوامبر ۲۰۰۱ خود را به مقامات موریتانی تسلیم کرد. وی به مدت هفت روز بازداشت شد و توسط مأموران موریتانی و مأموران اداره تحقیقات فدرال ایالات متحده (FBI) مورد بازجویی قرار گرفت.
سپس CIA صلاحی را از طریق برنامه اجرای فوق‌العاده خود به زندان اردن منتقل کرد. او به مدت هشت ماه در زندان بود. صلاحی گفت که توسط اردنی‌ها شکنجه شده‌است. سپس به افغانستان منتقل شد و از آنجا به زندان نظامی و زندان گوانتانامو در کوبا در تاریخ ۴ اوت ۲۰۰۲ منتقل شد.
صلاحی در گوانتانامو با کمبود خواب، انزوا، درجه حرارت شدید، ضرب و شتم و تحقیر جنسی شکنجه شد. در یک حادثه مستند، او را با چشم‌بند زدند و برای اعدام ساختگی با قایق به دریا منتقل کردند. سرهنگ دوم استوارت کانچ از پیگرد قانونی منتقل شد در کمیسیون نظامی در سال ۲۰۰۳ خودداری کرد. وی گفت که «اظهارات مجرمانه منتقل شد - هسته اصلی پرونده دولت - از طریق شکنجه گرفته شده‌است، و این موجب شده‌است که این قوانین طبق قوانین ایالات متحده و بین‌المللی غیرقابل قبول باشد.»
در سال ۲۰۱۰، قاضی جیمز رابرتسون با صدور برگه ای از نامه habeas corpus، دستور داد که منتقل شد در ۲۲ مارس آزاد شود. در نظر طبقه‌بندی نشده خود، قاضی رابرتسون نوشت: «صرف ارتباط داشت، بازداشت را قانونی نمی‌کند.» : 29  وزارت دادگستری به این تصمیم اعتراض کرد. دادگاه تجدیدنظر مدار DC این حکم را باطل کرد و پرونده را برای یافتن یافته‌های واقعی در تاریخ ۵ نوامبر ۲۰۱۰ به دادگاه منطقه ارجاع کرد. : 3  دادگاه منطقه هرگز جلسه دوم دادرسی را برگزار نکرد.
در ۱۴ ژوئیه ۲۰۱۶، صلاحی توسط هیئت بررسی دوره ای برای آزادی از بازداشت تأیید شد. صلاحی آزاد شد و در ۱۷ اکتبر ۲۰۱۶ به موریتانی بازگشت. وی بیش از چهارده سال در گوانتانامو زندانی بود.